# Bettina Blümner
Bettina Blümner, née à Düsseldorf (Allemagne de l'Ouest) le 5 septembre 1975, est une réalisatrice et scénariste allemande. Elle vit maintenant à Berlin.

## Filmographie partielle

### Au cinéma
- 1998 : Jonny, Oldie & Löffel
- 1999 : King of Swing
- 1999 : King of Sex
- 2000 : Ost-West ist krass
- 2001 : Sommersonne
- 2002 : Wash & go
- 2005 : La vida dulce
- 2005 : 13+15
- 2007 : Princesses en herbe (de)  (Prinzessinnenbad)
- 2013 : Scherbenpark (de)
- 2014 : Halbmondwahrheiten
- 2022 : Vamos a la Playa

### À la télévision
- 2004 : La Chaîne  (Die Kette)
- 2006 : Naked City: Die Künstlerin Pia Dehne (documentaire télévisé)
- 2010 : Gestern, heute, übermorgen – 20xBrandenburg

## Honneurs et distinctions
- 2015 : Membre du jury Generation 14Plus à la Berlinale 2015